# Curtis Hooks Brogden

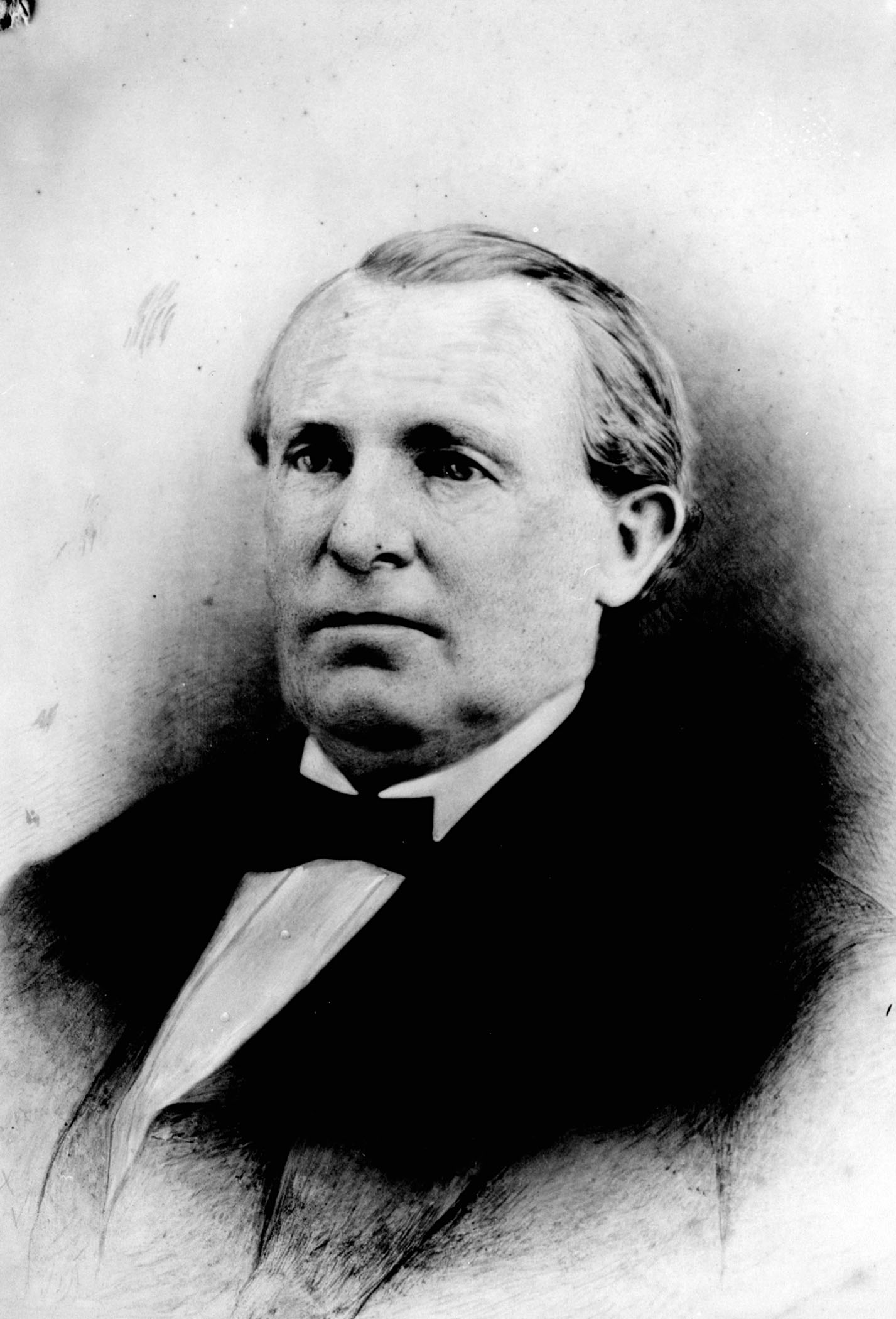
Curtis Hooks Brogden

Curtis Hooks Brogden (* 6. November 1816 in Goldsboro, North Carolina; † 5. Januar 1901 ebenda) war ein US-amerikanischer Politiker und der 42. Gouverneur des Bundesstaates North Carolina.

## Frühe Jahre
Curtis Brogden besuchte die örtlichen Schulen seiner Heimat. Später studierte er Jura und wurde 1845 als Anwalt zugelassen. Diesen Beruf hat er aber nie ausgeübt. Seit 1834 war er Mitglied der Nationalgarde von North Carolina. Dort brachte er es im Lauf der Jahre bis zum Generalmajor.

## Politischer Aufstieg
Seine politische Laufbahn begann mit seiner Wahl in das Repräsentantenhaus von North Carolina im Jahr 1838. Dieses Mandat behielt er bis 1851. Zu dieser Zeit gehörte er der Demokratischen Partei an. Zwischen 1838 und 1858 war er außerdem noch Friedensrichter im Wayne County. Von 1852 bis 1857 saß er im Senat von North Carolina. Danach wurde er von 1857 bis 1867, also auch während des Bürgerkrieges, Revisor (State Comptroller) in der Regierung von North Carolina. Von 1868 bis 1872 gehörte er noch einmal dem Staatssenat an.

## Gouverneur von North Carolina
Der frühere Demokrat Brogden war inzwischen zu den Republikanern gewechselt. Im Jahr 1872 wurde er zum Vizegouverneur von North Carolina gewählt. Nach dem Tod von Gouverneur Tod Robinson Caldwell im Juli 1874 musste er dessen Amt übernehmen. Seine Amtszeit begann am 11. Juli 1874 und endete am 1. Januar 1877. In dieser Zeit wurde die bis dahin immer noch geschlossene University of North Carolina wieder eröffnet. Der Gouverneur leitete eine Reform des Justizwesens ein und förderte den Aufbau eines besseren Schulsystems für die schwarze Bevölkerung. Außerdem unterstützte er den Ausbau der Eisenbahn in North Carolina.

## Weitere Karriere und Tod
Nach dem Ausscheiden aus dem Amt des Gouverneurs war Brogden von 1877 bis 1879 Abgeordneter im US-Repräsentantenhaus in Washington. Im Jahr 1876 vertrat er North Carolina bei der Jahrhundertfeier der amerikanischen Unabhängigkeit in Philadelphia. Sein letztes politisches Amt hatte er von 1886 bis 1888 als Abgeordneter im Parlament von North Carolina.